# Melanie Hasler
Pour l’article homonyme, voir Hasler.
Melanie Hasler, née le 16 mai 1998 est une pilote suisse de bobsleigh.

## Palmarès

### Jeux olympiques
| Édition / Épreuve          | Monobob | Bob à deux |
| -------------------------- | ------- | ---------- |
| Jeux olympiques 2022 Pékin | 7e      | 6e         |

### Coupe du monde
- 8 podiums : 
  - en bob à 2 : 1 deuxième place et 5 troisièmes places.
  - en monobob : 2 deuxièmes places.